# Synechogobius ommaturus
Synechogobius ommaturus är en fiskart som först beskrevs av Richardson, 1845.  Synechogobius ommaturus ingår i släktet Synechogobius och familjen smörbultsfiskar. Inga underarter finns listade i Catalogue of Life.